# Puig Miquel
El Puig Miquel és una muntanya de 355 metres que es troba al municipi de Cruïlles, Monells i Sant Sadurní de l'Heura, a la comarca catalana del Baix Empordà.